# Jacarezinho (Rio de Janeiro)
Jacarezinho è un quartiere (bairro) della città di Rio de Janeiro, in Brasile. È anche una delle più grandi baraccopoli della città. Si trova nella Zona Nord della città, vicino alla ferrovia. Era un quartiere con alti indici di violenza, principalmente relativi al traffico e al consumo di droga..
Il suo HDI nel 2000 è stato di 0,731, al 121º posto tra le 126 regioni analizzate della città di Rio de Janeiro.

## Amministrazione
Jacarezinho fu istituito il 29 luglio 1992 come unico bairro della omonima Regione Amministrativa XXVIII del municipio di Rio de Janeiro.

## Pacificazione
Intorno alle 6.30 di domenica 14 ottobre 2012, più di duemila uomini della polizia e dell'Esercito partecipano all'operazione nella favela di Jacarezinho. L'azione è stata sostenuta da 24 veicoli blindati, 13 della Marina e 11 della Polizia Militare, e sette aerei della Polizia Federale Stradale, della Polizia Militare e della Polizia Civile. Secondo l'Ufficio di Pubblica Sicurezza, questo è il primo passo verso l'attuazione di un'Unità di Polizia di Pacificazione (UPP) a Jacarezinho. La preparazione per l'inizio del processo di pace iniziato il venerdì 12, in cui gli agenti del Battaglione per le operazioni speciali di polizia (BOPE), del Batalhão de Choque (BPChq), e del 22° BPM (Maré) e del 3° BPM (Méier) rafforza la sicurezza intorno, realizzando dei blitz nelle vie strategiche, come in Avenida Brasil, e perlustrando le persone che entrano ed escono dalla comunità.
Il 16 gennaio 2013 la comunità ha iniziato ad essere assistita dalla 30ª UPP.